# Fútbol en los Juegos Asiáticos de 1982
El fútbol fue una de las disciplinas en la que se disputaron medallas en los Juegos Asiáticos de 1982 realizados en la India.
Participaron 18 seleccionados de los 33 países que integraron los Juegos, pero luego Omán y Yemen del Norte renunciaron y se redujo a 16 equipos. Se disputó entre el 20 de noviembre al 3 de diciembre y la medalla dorada fue para Irak, mientras que la de plata se la llevó Kuwait y la de bronce, Arabia Saudita

## Medallistas
| Evento  | Oro | Plata | Bronce |
| ------- | --- | --- | --- |
| Hombres | Irak Mahdi Abdul-Sahib Hassan Ali Karim Allawi Khalil Allawi Wathiq Aswad Faisal Aziz Adnan Dirjal Raad Hammoudi Natik Hashim Ali Hussein Sadiq Jaber Emad Jassim Saad Jassim Haris Mohammed Osama Noori Ayoub Odisho Ahmed Radhi Hussein Saeed | Kuwait Ahmad Al-Tarabulsi Naeem Saad Mahboub Juma'a Jamal Al-Qabendi Waleed Al-Jasem Fathi Kameel Abdullah Al-Buloushi Abdulaziz Al-Anberi Nassir Al-Ghanim Yussef Al-Suwayed Mubarak Marzouq Muayad Al-Haddad Anbar Saeed Hamoud Al-Shemmari Mohammad Karam Abdulaziz Al-Buloushi Adam Marjan Jasem Bahman | Arabia Saudita Khalid Al-Dosari Hussein Al-Bishi Nawaf Khamis Sameer Abdulshaker Saleh Nu'eimeh Othman Marzouq Saleh Khalifa Abdulrahman Al-Qahtani Majed Abdullah Fahad Al-Musaibeah Adel Abdulrahim Jamal Farhan Ahmed Bayazid Shaye Al-Nafisah Amin Dabo Hamed Subhi Mohammed Al-Mutlaq Abdullah Al-Deayea |

## Equipos participantes
En cursiva, los debutantes en fútbol en los Juegos Asiáticos.
| Equipos participantes | Equipos participantes | Equipos participantes | Equipos participantes |
| --------------------- | --------------------- | --------------------- | --------------------- |
| Arabia Saudita        | Corea del Sur         | Kuwait                | Tailandia             |
| Bangladés             | India                 | Malasia               | Yemen del Norte       |
| Burma                 | Irak                  | Nepal                 | Yemen del Sur         |
| China                 | Irán                  | Omán                  |                       |
| Corea del Norte       | Japón                 | Siria                 |                       |

Los equipos fueron sorteados según su clasificación final en los Juegos Asiáticos de 1978.
| Grupo A          | Grupo B        | Grupo C   | Grupo D       |
| ---------------- | -------------- | --------- | ------------- |
| Corea del Norte  | Irak           | India     | Corea del Sur |
| Arabia Saudita   | Kuwait         | China     | Irán          |
| Tailandia        | Nepal          | Malasia   | Japón         |
| Siria            | Burma          | Bangladés | Omán*         |
| Yemen del Norte* | Yemen del Sur* |           |               |

* Omán y Yemen del Norte se retiraron, mientras que Yemen del Sur fue trasladado al grupo D para equilibrar el número de equipos en cada grupo.

## Resultados

### Primera fase

#### Grupo A
| Pos. | Equipo          | Pts. | PJ | G | E | P | GF | GC | Dif. |  |
| ---- | --------------- | ---- | -- | - | - | - | -- | -- | ---- |  |
| 1    | Corea del Norte | 5    | 3  | 1 | 2 | 0 | 6  | 3  | +3   |  |
| 2    | Arabia Saudita  | 5    | 3  | 1 | 2 | 0 | 4  | 3  | +1   |  |
| 3    | Tailandia       | 3    | 4  | 0 | 3 | 1 | 3  | 5  | −2   |  |
| 4    | Siria           | 3    | 3  | 1 | 0 | 2 | 2  | 5  | −3   |  |

 Fuente: RSSSF
| 20 de noviembre de 1982 | Corea del Norte    | 1:1 (1:0) | Siria      | Estadio Ambedkar, Nueva Delhi |  |
|                         | Jang Bong-yong 21' | Reporte   | Khalil 86' |                               |  |

| 20 de noviembre de 1982 | Arabia Saudita | 1:0 (1:0) | Tailandia | Estadio Ambedkar, Nueva Delhi |  |
|                         | Al-Qahtani 42' | Reporte   |           |                               |  |

| 22 de noviembre de 1982 | Corea del Norte            | 3:0 (1:0) | Tailandia | Estadio Jawaharlal Nehru, Nueva Delhi |  |
|                         | Han Hyong-il 28', 56', 62' | Reporte   |           |                                       |  |

| 22 de noviembre de 1982 | Arabia Saudita | 1:1 (0:1) | Siria        | Estadio Chhatrasal, Nueva Delhi |  |
|                         | Al-Qahtani 54' | Reporte   | Madarati 16' |                                 |  |

| 24 de noviembre de 1982 | Corea del Norte                       | 2:2 (2:2) | Arabia Saudita                | Estadio Chhatrasal, Nueva Delhi |  |
|                         | Kim Jong-man 33' · Hwang Sang-hoi 40' | Reporte   | Bayazid 11' · Abdulshaker 13' |                                 |  |

| 24 de noviembre de 1982 | Siria      | 1:3 (1:2) | Tailandia                      | Estadio Jawaharlal Nehru, Nueva Delhi |  |
|                         | Keshek 30' | Reporte   | Boonnum 8', 23' · Piyapong 60' |                                       |  |

#### Grupo B
| Pos. | Equipo | Pts. | PJ | G | E | P | GF | GC | Dif. |  |
| ---- | ------ | ---- | -- | - | - | - | -- | -- | ---- |  |
| 1    | Kuwait | 9    | 3  | 3 | 0 | 0 | 9  | 2  | +7   |  |
| 2    | Irak   | 6    | 3  | 2 | 0 | 1 | 8  | 2  | +6   |  |
| 3    | Burma  | 3    | 3  | 1 | 0 | 2 | 3  | 8  | −5   |  |
| 4    | Nepal  | 0    | 3  | 0 | 0 | 3 | 1  | 9  | −8   |  |

 Fuente: RSSSF
| 21 de noviembre de 1982 | Irak                                               | 4:0 (2:0) | Burma | Estadio desconocido, Nueva Delhi |  |
|                         | Hashim 10' · Saeed 32' · Shihab 54' · Mohammed 86' | Reporte   |       |                                  |  |

| 21 de noviembre de 1982 | Kuwait                                            | 3:1     | Nepal      | Estadio desconocido, Nueva Delhi |  |
|                         | Al-Suwayed ?' · Abdull. Al-Buloushi ?' · Saeed ?' | Reporte | B.Ghale ?' |                                  |  |

| 23 de noviembre de 1982 | Irak                       | 3:0 (1:0) | Nepal | Estadio desconocido, Nueva Delhi |  |
|                         | Odisho 3' · Saeed 56', 75' | Reporte   |       |                                  |  |

| 23 de noviembre de 1982 | Kuwait                                                         | 4:0 (2:0) | Burma | Estadio desconocido, Nueva Delhi |  |
|                         | Al-Ghanim 30' · Al-Anberi 44' · Al-Suwayed 81' · Al-Haddad 86' | Reporte   |       |                                  |  |

| 25 de noviembre de 1982 | Kuwait                         | 2:1 (2:0) | Irak       | Estadio Jawaharlal Nehru, Nueva Delhi |  |
|                         | Al-Suwayed 35' · Al-Anberi 37' | Reporte   | Shihab 73' |                                       |  |

| 25 de noviembre de 1982 | Burma                                          | 3:0 (1:0) | Nepal | Estadio desconocido, Nueva Delhi |  |
|                         | Tin Hlaing 41' · Aye Maung 80' · Maung Win 81' | Reporte   |       |                                  |  |

#### Grupo C
| Pos. | Equipo    | Pts. | PJ | G | E | P | GF | GC | Dif. |  |
| ---- | --------- | ---- | -- | - | - | - | -- | -- | ---- |  |
| 1    | India     | 7    | 3  | 2 | 1 | 0 | 5  | 2  | +3   |  |
| 2    | China     | 7    | 3  | 2 | 1 | 0 | 4  | 2  | +2   |  |
| 3    | Bangladés | 3    | 3  | 1 | 0 | 2 | 2  | 4  | −2   |  |
| 4    | Malasia   | 0    | 3  | 0 | 0 | 3 | 1  | 4  | −3   |  |

 Fuente: RSSSF
| 20 de noviembre de 1982 | China           | 1:0 (1:0) | Malasia | Estadio Chhatrasal, Nueva Delhi |  |
|                         | Liu Chengde 23' | Reporte   |         |                                 |  |

| 20 de noviembre de 1982 | India                     | 2:0 (1:0) | Bangladés | Estadio Jawaharlal Nehru, Nueva Delhi |  |
|                         | Prasun Banerjee 1', 90+5' | Reporte   |           |                                       |  |

| 22 de noviembre de 1982 | China               | 1:0 (1:0) | Bangladés | Estadio Jawaharlal Nehru, Nueva Delhi |  |
|                         | Huang Xiangdong 22' | Reporte   |           |                                       |  |

| 22 de noviembre de 1982 | India            | 1:0 (0:0) | Malasia | Estadio Ambedkar, Nueva Delhi |  |
|                         | Kartick Seth 68' | Reporte   |         |                               |  |

| 24 de noviembre de 1982 | China                               | 2:2 (1:0) | India                              | Estadio Ambedkar, Nueva Delhi |  |
|                         | Shen Xiangfu 25' · Zuo Shusheng 82' | Reporte   | Shabbir Ali 53' · Kartick Seth 60' |                               |  |

| 24 de noviembre de 1982 | Bangladés | 2:1     | Malasia | Estadio desconocido, Nueva Delhi |  |
|                         | N/D       | Reporte | N/D     |                                  |  |

#### Grupo D
| Pos. | Equipo        | Pts. | PJ | G | E | P | GF | GC | Dif. |  |
| ---- | ------------- | ---- | -- | - | - | - | -- | -- | ---- |  |
| 1    | Japón         | 9    | 3  | 3 | 0 | 0 | 6  | 2  | +4   |  |
| 2    | Irán          | 6    | 3  | 2 | 0 | 1 | 3  | 1  | +2   |  |
| 3    | Corea del Sur | 3    | 3  | 1 | 0 | 2 | 4  | 3  | +1   |  |
| 4    | Yemen del Sur | 0    | 3  | 0 | 0 | 3 | 1  | 8  | −7   |  |

 Fuente: RSSSF
| 21 de noviembre de 1982 | Japón      | 1:0 (0:0) | Irán | Estadio Chhatrasal, Nueva Delhi |  |
|                         | Kimura 79' | Reporte   |      |                                 |  |

| 21 de noviembre de 1982, 14:30 | Corea del Sur                             | 3:0 (1:0) | Yemen del Sur | Estadio Ambedkar, Nueva Delhi |  |
|                                | Chung Hae-won 25' · Choi Soon-ho 75', 80' | Reporte   |               |                               |  |

| 23 de noviembre de 1982 | Japón                       | 3:1 (0:0) | Yemen del Sur | Estadio Jawaharlal Nehru, Nueva Delhi |  |
|                         | Hara 66', 79' · Totsuka 84' | Reporte   | Ahmed 50'     |                                       |  |

| 23 de noviembre de 1982, 18:30 | Irán           | 1:0 (0:0) | Corea del Sur | Estadio Jawaharlal Nehru, Nueva Delhi |  |
|                                | Derakhshan 47' | Reporte   |               |                                       |  |

| 25 de noviembre de 1982, 14:30 | Japón                   | 2:1 (0:1) | Corea del Sur     | Estadio Chhatrasal, Nueva Delhi |  |
|                                | Kimura 58' · Kaneda 79' | Reporte   | Kang Shin-woo 21' |                                 |  |

| 25 de noviembre de 1982 | Irán                            | 2:0 (0:0) | Yemen del Sur | Estadio Ambedkar, Nueva Delhi |  |
|                         | Mohammadkhani 49' · Firouzi 67' | Reporte   |               |                               |  |

### Fase final

#### Cuadro de desarrollo
|  | Cuartos de final              | Cuartos de final             |                               |   | Semifinales                      | Semifinales                      |  |  | Partido por la medalla de oro | Partido por la medalla de oro |
|  |                               |                              |                               |   |                                  |                                  |  |  |                               |                               |
|  | 27 de noviembre – Nueva Delhi |                              |                               |   |                                  |                                  |  |  |                               |                               |
|  |                               |                              |                               |   |                                  |                                  |  |  |                               |                               |
|  | Corea del Norte               | 1                            |                               |   |                                  |                                  |  |  |                               |                               |
|  | Corea del Norte               | 1                            | 30 de noviembre – Nueva Delhi |   |                                  |                                  |  |  |                               |                               |
|  | China                         | 0                            |                               |   |                                  |                                  |  |  |                               |                               |
|  | China                         | 0                            | Corea del Norte               | 2 |                                  |                                  |  |  |                               |                               |
|  | 28 de noviembre – Nueva Delhi |                              | Corea del Norte               | 2 |                                  |                                  |  |  |                               |                               |
|  |                               | Kuwait (t.s.)                | 3                             |   |                                  |                                  |  |  |                               |                               |
|  | Kuwait (t.s.)                 | Kuwait (t.s.)                | 3                             | 1 |                                  |                                  |  |  |                               |                               |
|  | Kuwait (t.s.)                 |                              | 3 de diciembre – Nueva Delhi  | 1 |                                  |                                  |  |  |                               |                               |
|  | Irán                          | 0                            |                               |   |                                  |                                  |  |  |                               |                               |
|  | Irán                          | 0                            | Kuwait                        | 0 |                                  |                                  |  |  |                               |                               |
|  | 27 de noviembre – Nueva Delhi |                              | Kuwait                        | 0 |                                  |                                  |  |  |                               |                               |
|  |                               | Irak                         | 1                             |   |                                  |                                  |  |  |                               |                               |
|  | India                         | Irak                         | 1                             | 0 |                                  |                                  |  |  |                               |                               |
|  | India                         | 1 de diciembre – Nueva Delhi |                               | 0 |                                  |                                  |  |  |                               |                               |
|  | Arabia Saudita                | 1                            |                               |   |                                  |                                  |  |  |                               |                               |
|  | Arabia Saudita                | 1                            | Arabia Saudita                | 0 |                                  |                                  |  |  |                               |                               |
|  | 28 de noviembre – Nueva Delhi |                              | Arabia Saudita                | 0 |                                  |                                  |  |  |                               |                               |
|  |                               | Irak                         | 1                             |   | Partido por la medalla de bronce | Partido por la medalla de bronce |  |  |                               |                               |
|  | Japón                         | Irak                         | 1                             | 0 | Partido por la medalla de bronce | Partido por la medalla de bronce |  |  |                               |                               |
|  | Japón                         |                              | 2 de diciembre – Nueva Delhi  | 0 |                                  |                                  |  |  |                               |                               |
|  | Irak (t.s.)                   | 1                            |                               |   |                                  |                                  |  |  |                               |                               |
|  | Irak (t.s.)                   | 1                            | Corea del Norte               | 0 |                                  |                                  |  |  |                               |                               |
|  |                               |                              |                               |   |                                  |                                  |  |  |                               |                               |
|  | Arabia Saudita                | 2                            |                               |   |                                  |                                  |  |  |                               |                               |
|  | Arabia Saudita                | 2                            |                               |   |                                  |                                  |  |  |                               |                               |

#### Cuartos de final
| 27 de noviembre de 1982 | Corea del Norte  | 1:0 (0:0) | China | Estadio Jawaharlal Nehru, Nueva Delhi |  |
|                         | Kim Jong-man 58' | Reporte   |       |                                       |  |

| 27 de noviembre de 1982 | India | 0:1 (0:0) | Arabia Saudita | Estadio Jawaharlal Nehru, Nueva Delhi |  |
|                         |       | Reporte   | Bayazid 89'    |                                       |  |

| 28 de noviembre de 1982 | Kuwait        | 1:0 (t. s.) | Irán | Estadio Jawaharlal Nehru, Nueva Delhi |  |
|                         | Al-Haddad 97' | Reporte     |      |                                       |  |

| 28 de noviembre de 1982 | Japón | 0:1 (t. s.) | Irak           | Estadio Jawaharlal Nehru, Nueva Delhi |  |
|                         |       | Reporte     | E. Jassim 102' |                                       |  |

#### Semifinales
| 30 de noviembre de 1982 | Corea del Norte                      | 2:3 (1:1, 0:0) (t. s.) | Kuwait                                              | Estadio Jawaharlal Nehru, Nueva Delhi |  |
| | Kim Jong-man 76' · Kim Won-chol 112' | Reporte                | Juma'a 90' (pen.) · Al-Haddad 102' · Al-Anberi 104' |                                       |  |
| Después del pitido final, los norcoreanos (incluidos los oficiales y competidores de otros deportes) atacaron al árbitro tailandés Vijit Getkaew. La policía y algunos atletas tailandeses entraron al campo para proteger al referí. Vijit informó más tarde que varios norcoreanos habían intentado sobornarlo a él y a sus jueces de línea ese mismo día. |                                      |                        |                                                     |                                       |  |

| 1 de diciembre de 1982 | Arabia Saudita | 0:1 (0:1) | Irak         | Estadio Jawaharlal Nehru, Nueva Delhi |  |
|                        |                | Reporte   | Mohammed 18' |                                       |  |

#### Partido por la medalla de bronce
| 2 de diciembre de 1982 | Corea del Norte | 0:2 (w/o) | Arabia Saudita | Estadio Jawaharlal Nehru, Nueva Delhi |  |
| |                 | Reporte   |                |                                       |  |
| Debido a su ataque al árbitro tras la semifinal, Corea del Norte fue suspendida por dos años por la AFC, y el tercer lugar y las medallas de bronce fueron para Arabia Saudita sin que se juegue este partido |                 |           |                |                                       |  |

#### Partido por la medalla de oro
| 3 de diciembre de 1982 | Kuwait | 0:1 (0:0) | Irak      | Estadio Jawaharlal Nehru, Nueva Delhi |  |
|                        |        | Reporte   | Saeed 82' |                                       |  |

|                          |
| Bandera de Irak          |
| Campeón Irak 1.er título |

## Goleadores
| Jugador             | Selección       | Goles |
| ------------------- | --------------- | ----- |
| Hussein Saaed       | Irak            | 4     |
| Han Hyong-II        | Corea del Norte | 3     |
| Moayyad Al-Haddad   | Kuwait          | 3     |
| Kim Jong-Man        | Corea del Norte | 3     |
| Abdulaziz Al-Anberi | Kuwait          | 3     |
| Boonam Suksawat     | Tailandia       | 2     |
| Prasun Banerjee     | India           | 2     |
| Choi Soon-Ho        | Corea del Sur   | 2     |
| Hiromi Hara         | Japón           | 2     |
| Kazushi Kimura      | Japón           | 2     |
| Ahmed Bayazid       | Arabia Saudita  | 2     |

## Posiciones finales
| Pos               | Equipo          | PJ | G | E | P | GF | GC | DG | Pts |
| ----------------- | --------------- | -- | - | - | - | -- | -- | -- | --- |
| Medalla de oro    | Irak            | 6  | 5 | 0 | 1 | 11 | 2  | +9 | 10  |
| Medalla de plata  | Kuwait          | 6  | 5 | 0 | 1 | 13 | 5  | +8 | 10  |
| Medalla de bronce | Arabia Saudita  | 6  | 3 | 2 | 1 | 7  | 4  | +3 | 8   |
| 4                 | Corea del Norte | 6  | 2 | 2 | 2 | 9  | 8  | +1 | 6   |
| 5                 | Japón           | 4  | 3 | 0 | 1 | 6  | 3  | +3 | 6   |
| 6                 | India           | 4  | 2 | 1 | 1 | 5  | 3  | +2 | 5   |
| 7                 | China           | 4  | 2 | 1 | 1 | 4  | 3  | +1 | 5   |
| 8                 | Irán            | 4  | 2 | 0 | 2 | 3  | 2  | +1 | 4   |
| 9                 | Corea del Sur   | 3  | 1 | 0 | 2 | 4  | 3  | +1 | 2   |
| 10                | Siria           | 3  | 0 | 2 | 1 | 3  | 5  | −2 | 2   |
| 10                | Tailandia       | 3  | 1 | 0 | 2 | 3  | 5  | −2 | 2   |
| 12                | Bangladés       | 3  | 1 | 0 | 2 | 2  | 4  | −2 | 2   |
| 13                | Burma           | 3  | 1 | 0 | 2 | 3  | 8  | −5 | 2   |
| 14                | Malasia         | 3  | 0 | 0 | 3 | 1  | 4  | −3 | 0   |
| 15                | Yemen del Sur   | 3  | 0 | 0 | 3 | 1  | 8  | −7 | 0   |
| 16                | Nepal           | 3  | 0 | 0 | 3 | 1  | 9  | −8 | 0   |